# لودویگ براندل
لودویگ براندل (انگلیسی: Ludwig Bründl؛ زادهٔ ۲۳ نوامبر ۱۹۴۶) بازیکن فوتبال اهل آلمان است.
از باشگاه‌هایی که در آن بازی کرده‌است می‌توان به باشگاه فوتبال مونیخ ۱۸۶۰، باشگاه فوتبال کلن، و باشگاه فوتبال آینتراخت براونشوایگ اشاره کرد.
وی همچنین در تیم ملی فوتبال زیر ۲۱ سال آلمان بازی کرده‌است.